# Città della Pieve
Città della Pieve è un comune italiano di 7 401 abitanti della provincia di Perugia in Umbria.
È situata su un colle, a circa 508 m s.l.m., dominante la Val di Chiana, a pochi chilometri dal confine tra Umbria e Toscana. 
Città medievale, è costruita per un buon 70% in mattoni a vista. Fa parte della comunità montana Monti del Trasimeno.

## Storia
Le origini di Città della Pieve sono ancora oggi sconosciute.
Prima di divenire cristiana aveva sicuramente un altro nome (lo dice il Guiducci nel suo "Ragguaglio storico di Città della Pieve del 1686): Monte di Apollo, Castelforte di Chiuscio, Salepio o Castrum Salepia. Nel II secolo, facendosi sempre più forte la religione cristiana, si creò una plebe da cui il nome Pieve di San Gervasio (da uno dei SS protettori). Il nome rimase tale finché tutto l'abitato fu recinto di solide mura e torri. Documenti risalenti a subito dopo l'anno 1000 ne indicano il nome in Castrum Plebis S. Gervasi. Dal XIV al XVII secolo il nome viene accorciato a Castrum Plebis e nel 1600 circa, il Pontefice Clemente VIII la eleva a città chiamandola Città di Castel della Pieve (in lat. Comunitas Civitatis Castri Plebis) ma, tale denominazione perché troppo lunga e facilmente confondibile con Città di Castello, venne quasi subito sostituita con l'attuale Città della Pieve.

### Epoca etrusca
Sebbene non vi siano memorie che lo provino, il poggio ove sorge Città della Pieve, fu abitato fin dai tempi più remoti. Ne sono una prova i tanti reperti rinvenuti nelle campagne limitrofe quali urne sepolcrali con figure di gladiatori, vasi cinerari, lapidi e scudi. Molte furono in passato le tombe ritrovate contenenti urne in alabastro (una di esse con bassorilievi particolari fu venduta ad alto prezzo al Museo Nazionale di Londra. Molte di queste contenevano i resti mortali degli appartenenti alla famiglia dei Purni (dal lat. Furini o Purii). Furono anche rinvenuti oggetti quali òlle, ossari fittili, utensili e fibule. Il rinvenimento di tombe a camera e non, ritrovate nell'area limitrofa a Città della Pieve e l'assenza di resti di insediamenti urbani fa pensare che questo territorio appartenesse alla sovranità territoriale di Chiusi. A novembre 2015, degli scavi su una tomba etrusca recentemente scoperta sul territorio comunale hanno permesso di arricchire la collezione del Museo Civico Diocesano di Santa Maria dei Servi.

### Epoca romana
Una lapide rinvenuta nell'orto del convento di S. Francesco (presso l'attuale oratorio attiguo il Santuario della Madonna di Fatima) dimostra come il paese fosse Municipio romano, che Silla concesse ai suoi veterani nella pianura della Chiana dopo la sconfitta inflitta a Gaio Mario il Giovane (83 a.C.). Il ritrovamento di monete, utensili, ruderi di acquedotti nonché di un'urnetta contenente le ceneri di Tannia Stazia, il Pozzo del Casalino e la Torre del Pubblico ne sono la riprova.

### Epoca cristiana
Si presume che la religione cristiana sia stata abbracciata nella prima metà del II secolo, quando è documentata nelle limitrofe città di Siena, Cortona, Perugia, Arezzo, Spoleto, Orvieto e Chiusi.
Nel medioevo la città, allora chiamata "Castel della Pieve", fu libero Comune sotto l'imperatore Federico II fino al 1250 quando fece atto di sottomissione a Perugia. Il borgo era suddiviso in tre rioni, Borgodentro, Castello e Casalino, chiamati terzieri, ognuno dei quali esprimeva un priore e nominava i membri delle assemblee consiliari. Oltre che suddivisioni amministrative, i terzieri corrispondevano anche alle antiche Compagnie Urbane che si radunavano nelle parrocchie e si esercitavano in "guerre piacevoli contro le fiere come la caccia del toro, bufalate e cose simili"; erano presiedute da un Capitano e da un Gonfaloniere incaricato di frenare i tumulti.
Nella Rocca, dopo una breve prigionia, Paolo Orsini e Francesco Orsini duca di Gravina furono uccisi il 18 gennaio 1503, a seguito della strage di Senigallia.
L'abitato e il territorio di Città della Pieve rimasero duramente coinvolti nel conflitto denominato guerra di Castro, combattuto fra lo Stato Pontificio e il Ducato di Parma per ottenere il controllo del ducato laziale. Il 1º ottobre 1642 Odoardo I Farnese Duca di Parma fece ingresso nella città alla testa del suo esercito, con l'intenzione di fermarsi per una sola notte, in attesa che il suo ambasciatore a Roma Monsignor de Lyon trattasse un accordo con papa Urbano VIII. In realtà le truppe si trattennero per più giorni e i soldati, rimasti senza soldi e vettovagliamento, si diedero al saccheggio della Città e delle campagne fino al 10 ottobre, quando Odoardo decise di muovere il suo esercito in direzione del territorio Viterbese. Agli inizi del 1643 il Granduca di Toscana Ferdinando II dei Medici strinse un'alleanza con la famiglia Farnese per contrastare le mire espansionistiche del Papa, a tale alleanza aderirono anche il Ducato di Modena e la Repubblica di Venezia.
Nei primi giorni di giugno le truppe del Granduca, guidate dal principe Mattias e da Alessandro del Borro, lasciarono l'accampamento di Montepulciano per muovere in direzione del confine con lo stato Ecclesiastico. L'esercito toscano raggiunse Città della Pieve in quel periodo difesa da pochi uomini armati posti al comando del Maggiore Frizza Napolitano che rifiutò di consegnare la città agli invasori e deciso a difenderla con tutte le sue forze. L'esercito Papale, accampato a Capodimonte, non intervenne in soccorso della città assediata, nonostante le disperate richieste inviate da Frizza Napolitano per mezzo di numerose staffette.
Il 19 giugno il consiglio di Guerra pievese trattò una resa e consegnò la città alle truppe del Granduca. Il principe Mattia pose al comando di Città della Pieve il Cavaliere Niccolò Brandolini Fiorentino, che, per assicurare la difesa delle mura cittadine, fece chiudere con un terrapieno la porta Romana e aprì la porta Castello, quest'ultima meglio difendibile. Numerosi furono i nobili ed ecclesiastici pievesi trattenuti in ostaggio ed inviati a Firenze come prigionieri di guerra.
Furono notevoli le devastazioni che Città della Pieve dovette sopportare durante il periodo di occupazione militare da parte dell'esercito fiorentino. Alcuni rioni di case vennero demoliti, i contadini assaliti e privati dei loro averi, dalla chiesa cattedrale furono asportati numerosi arredi e molto alte furono le tasse richieste ai cittadini pievesi.
Il 7 aprile la città fu raggiunta dalla notizia che un trattato di pace era stato firmato tra lo stato Pontificio e il Duca di Parma: pertanto qualsiasi ostilità fu da quale momento proibita. Il 19 luglio 1644 l'esercito del Granduca lasciava Città della Pieve riconsegnandola all'autorità della Santa Sede.
Città della Pieve è anche nota per essere stata la città natale di Cesare Orlandi (1734-1779), autore dell'opera Delle città d'Italia e sue isole adjacenti [sic] compendiose notizie (1770-1778). L'opera è una preziosa fonte di informazioni per parecchie città italiane fino al Settecento. È rimasta incompiuta a causa della morte prematura dell'autore e le città trattate vanno dalla lettera A alla lettera C.

## Geografia fisica
(Cesare Brandi, Terre d'Italia, Roma, Editori Riuniti, 1991, pp. 274-275)
Città della Pieve è in Umbria, ma è situata a quattro chilometri dal confine con la Toscana. Scorre nel territorio comunale il fiume Nestore per circa due chilometri, che nasce a Monteleone d'Orvieto, distante circa otto chilometri da Città della Pieve.
- Classificazione climatica: zona E, 2306 GR/G

## Monumenti e luoghi d'interesse

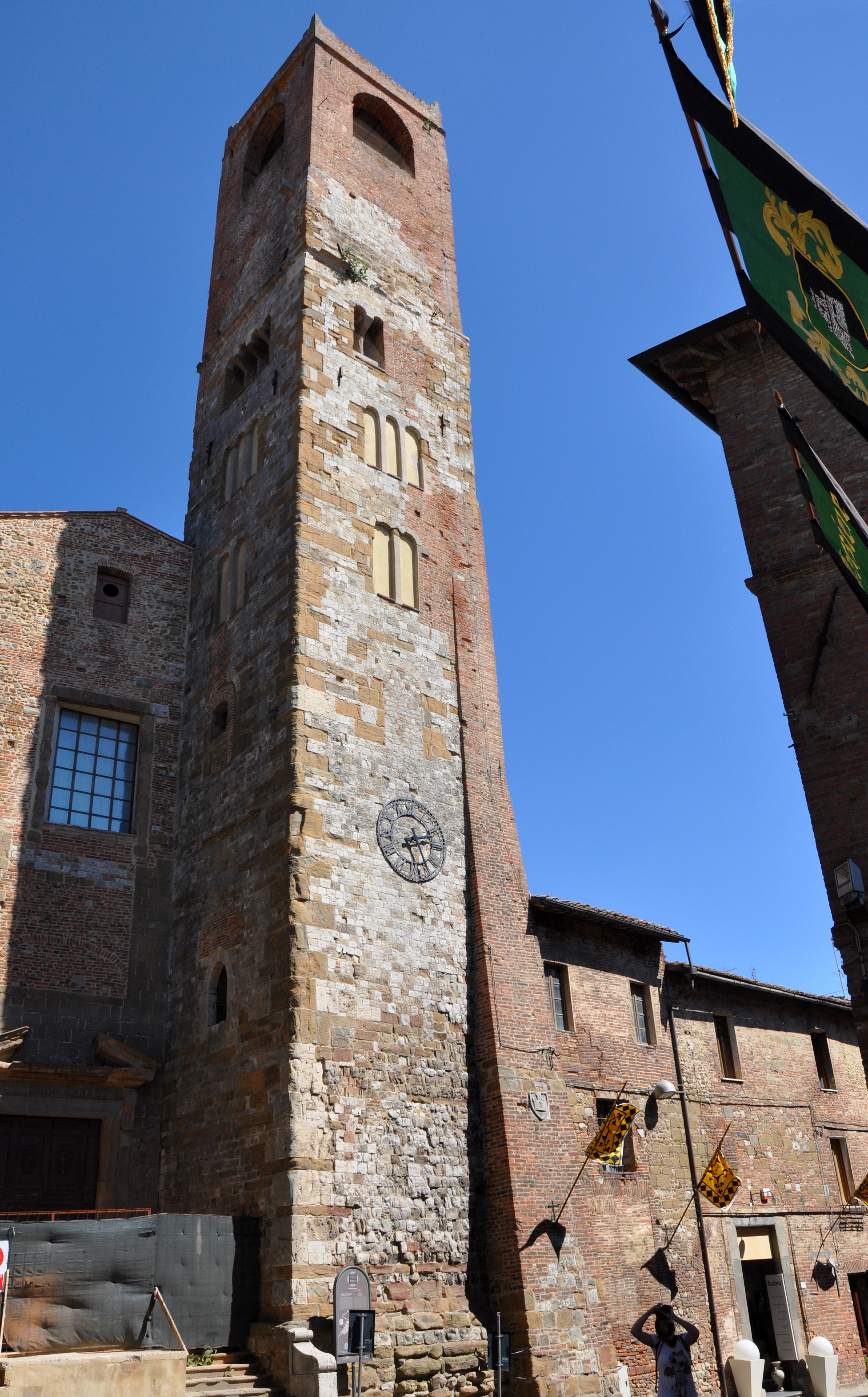
La Torre del Pubblico

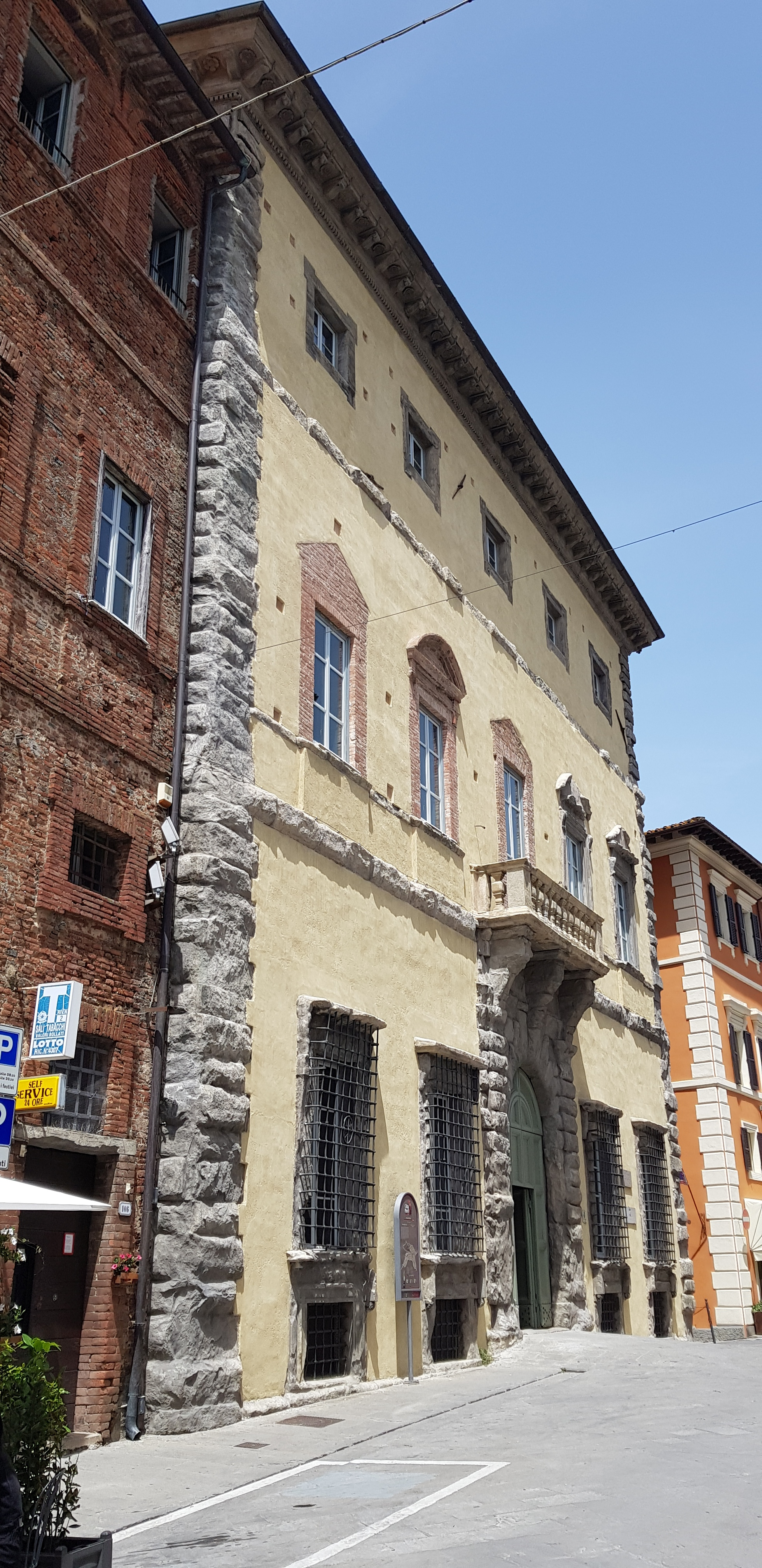
Palazzo della Corgna

### Palazzo della Corgna
Situato vicino alla cattedrale, fu fatto edificare, su progetto di Galeazzo Alessi (1555/63) che utilizzò i modelli del Vignola, da Ascanio della Corgna, marchese di Castel della Pieve, e dal fratello cardinale Fulvio: gli interni furono decorati da Salvio Savini e dal Pomarancio (tra cui il Convito degli Dei), autori degli affreschi del palazzo ducale di Castiglione del Lago.

### Torre del Pubblico
Guardando la torre appaiono evidenti almeno due distinte fasi costruttive di epoche diverse. La parte in basso in travertino, a filari squadrati è di molti secoli precedente il 1000 e sicuramente di altezza superiore della attuale. Indicata con il nome di "Turris S. Gervasci", poiché costruita nelle vicinanze della chiesa di San Gervasio, aveva finestre bifore, trifore e quadrifore con un ingresso ad arco pieno tipico dello stile romanico. In un secondo tempo, tra la seconda metà del XIV secolo e la prima del XV, non si sa se per esigenze militari o semplicemente perché rovinata, fu alzata di 7 m e fu cambiato lo stile adoperando il mattone, si chiusero alcune finestre per aumentarne la stabilità e ne furono aperte altre. La torre era isolata dalla chiesa, ma alla fine del XVI secolo la cattedrale venne ampliata e prolungata addossando la facciata alla torre senza però rispettare alcun criterio estetico. Il suo basamento è di forma quadrata con un lato di 6 m, mentre la sua altezza è di 39 m

### La Rocca
A seguito dei disordini succedutisi nei primi decenni del secolo XIV, i Magistrati di Perugia con bando del 18 dicembre 1326 ordinarono che vi si fabbricasse una Rocca lungo le mura presso il "Cantone del Frontone" con una spesa di 4.750 fiorini.

### Architetture religiose

#### La concattedrale dei Santi Gervasio e Protasio

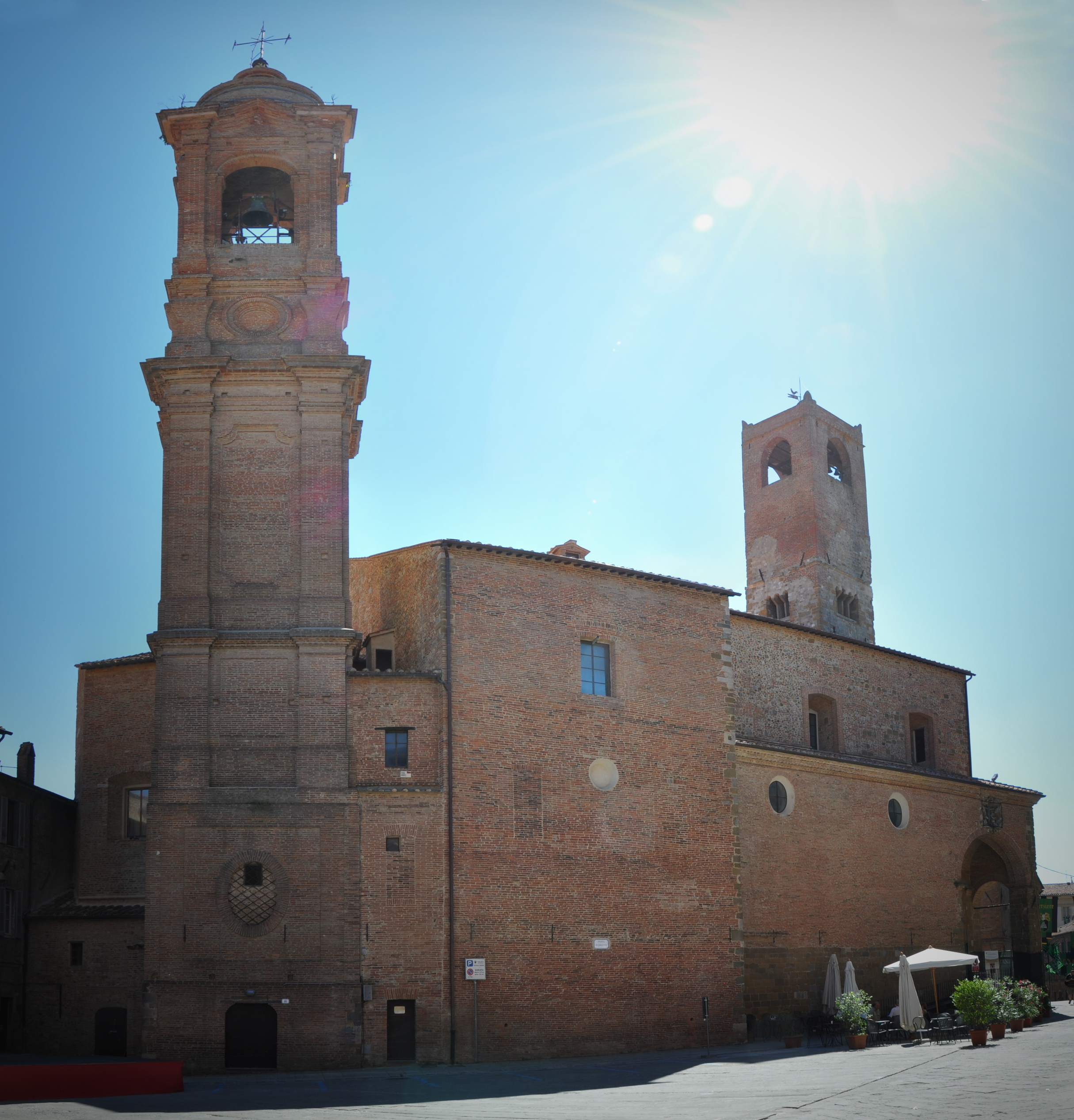
Concattedrale dei Santi Gervasio e Protasio

Il Liber Pontificalis di Anastasio Bibliotecario del IX secolo ci dà notizia che una matrona romana, Vestina, vissuta nel IV secolo, possedeva tenimenti presso questo colle e presso Fondi, città del Lazio. Successivamente alla loro vendita innalzò in Roma una chiesa dedicata ai SS. Martiri Gervasio e Protasio (oggi San Vitale). La coincidenza che nelle due cittadine vi fosse lo stesso culto ai SS Gervasio e Protasio e che vi sia una chiesa a loro dedicata fa pensare che la matrona Vestina fu presa da entusiasmo per le meravigliose cose nello scoprimento delle Sante Reliquie di questi martiri, tanto da riuscire a coinvolgere gli abitanti di queste città nella venerazione di questi Santi.
La concattedrale è la chiesa più antica, situata nel punto più alto della città, e divenne cattedrale dopo il 1600. Non si conoscono grandezza e forma del primo tempio pagano, mentre sono visibili i resti e le decorazioni romaniche. Nel 1530 si decise di rinnovare la tribuna e l'abside, ma i lavori ebbero inizio mezzo secolo più tardi da Niccolò di Pietro che l'alzò di qualche metro, l'allargò e l'allungò fino a congiungerla con la Torre Pubblica e costruì la gradinata in pietra serena davanti alla porta.
Antonio Circignani dipinse nel 1598 le pareti della tribuna e la calotta del coro ma le sue pitture furono danneggiate da un fulmine (1783) che si abbatté sulla tribuna. Rimane oggi visibile solamente il Padre Eterno circondato da Angeli nell'abside.
La copertura con capriate crollò nel 1667 e successivamente venne ricostruita a volta. Tra il 1693 e il 1708 vennero edificate le cappelle laterali. Nel 1738 venne eretto il campanile. Nell'abside, sopra il coro, si ammira una tavola di Pietro Perugino raffigurante La Madonna fra i santi protettori Gervasio e Protasio, che tengono in mano due orifiammi con l'antica arme cittadina e i SS Pietro e Paolo. Nelle cappelle si possono ammirare opere di allievi del Perugino come Domenico Paride Alfani e Giacomo di Guglielmo oltre alla tela d'altare realizzata da Niccolò Circignani e Salvio Savini. Tra le varie opere è presente un simulacro in legno del XVI secolo di probabile attribuzione a Giovanni Tedesco.

##### La cripta
Sotto l'abside della cattedrale sono visibili i resti di un'antica costruzione fatta con colonne e pilastri sostenenti quattro archi che vanno a riunirsi in un pilastro centrale di forma ottagonale. Questo locale era destinato a ricevere le salme dei vescovi; queste, successivamente vennero rimosse e portate in cattedrale. Fu costruita forse sulle rovine del tempio pagano esistente in epoca etrusca e romana e della chiesa cristiana fondata da Vestina nel V secolo. Si è giunti a questa conclusione poiché questa fabbrica è preesistente alla chiesa romanica. Adesso è rinvenuta una mostra delle reliquie dei SS. Gervasio e Protasio.

#### Il convento e la chiesa di San Francesco

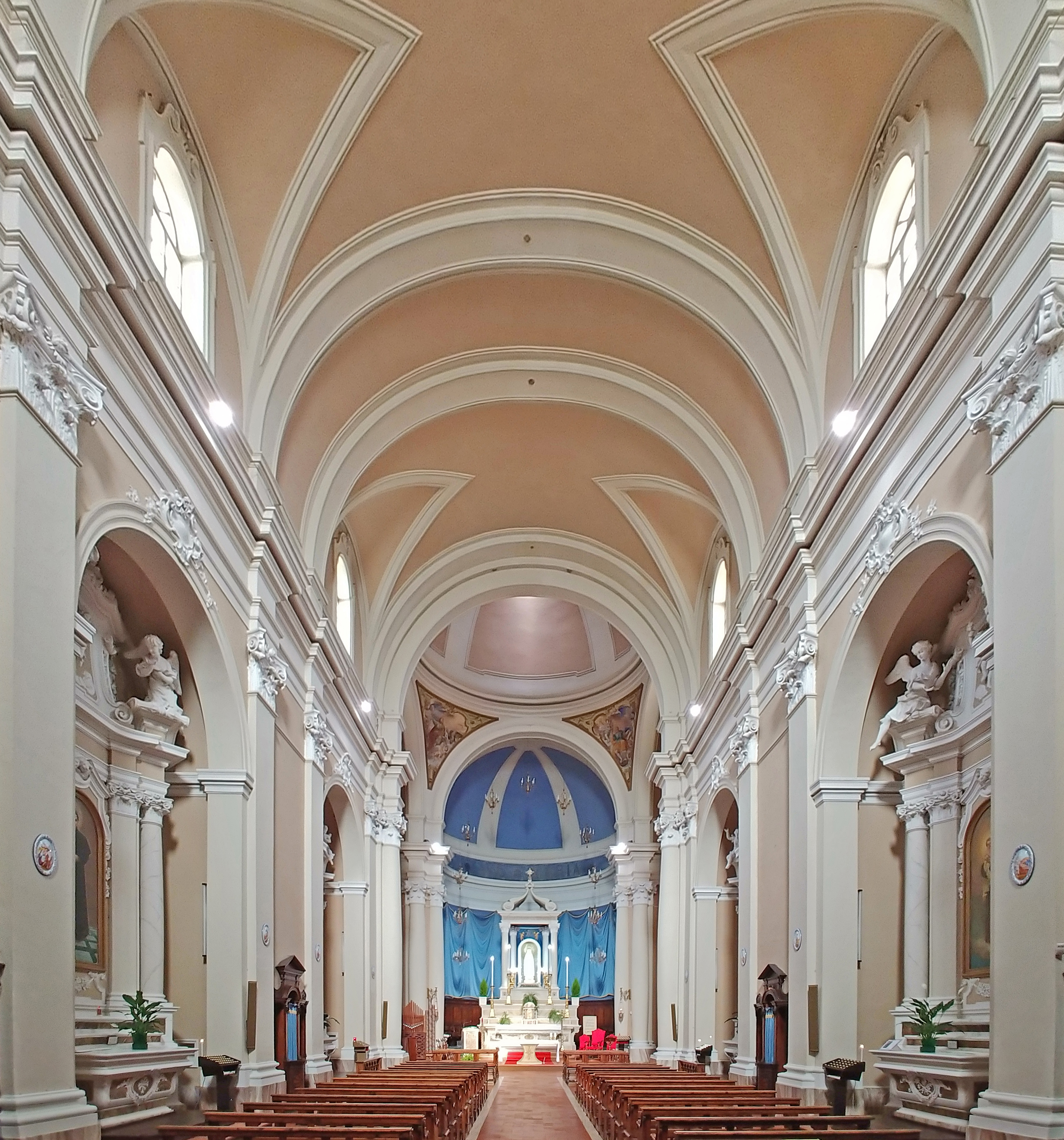
Chiesa di San Francesco - Interno

La documentazione storica attesta che circa l'anno 1280, i padri francescani acquistarono dai monaci benedettini un oratorio dedicato a san Bartolomeo con una casetta e una modesta porzione di terreno su cui fabbricarono il presente convento e una spaziosa chiesa di cui non se ne conosce la struttura poiché distrutta nel 1776 ad eccezione della facciata, rimasta originale fino al rosone e nella sua altezza complessiva. Il campanile fu costruito (o forse ricostruito) nel Seicento come leggibile dall'incisione su un mattone. Internamente la chiesa è stata completamente rinnovata secondo il gusto settecentesco. Tra le altre opere, vi è conservata anche una Pentecoste, opera giovanile di Antonio Circignani.
Del primitivo convento rimane un solo muro ove restano visibili finestre piccolissime in corrispondenza delle celle dei frati. Nel secolo XV, a causa dell'aumento della comunità religiosa francescana, vennero distrutti tre lati della fabbrica per aumentarne l'ampiezza e la lunghezza del complesso e si creò all'interno del cortile un nuovo portico dove venne mantenuto l'antico oratorio di San Bartolomeo. Va ricordato che nel 1426, San Bernardino da Siena soggiornò a Castel della Pieve e all'interno proprio di questo oratorio istituì la Confraternita della Misericordia che vi rimase fino al 1567. Successivamente divenne il refettorio dei francescani. Al suo interno si trova un importante affresco del secolo XIV con la Crocifissione, popolarmente noto come il "Pianto degli Angeli", la cui attribuzione al pittore senese Jacopo di Mino del Pellicciaio è oggi accettata dalla critica senza riserve. Con il tempo l'azzurro oltremare del fondo è sparito lasciando visibile il colore scuro della preparazione sottostante. Anteriormente, alcuni caratteri della scuola senese, in particolare di quella del Barna, fecero credere che l'autore dell'affresco fosse Nicola di Bonifazio Senese, il quale verso la fine del Trecento, si trasferì a Castel della Pieve. Per sei secoli i religiosi conventuali abitarono questa struttura e nel 1860 l'abbandonarono. La chiesa oggi è intitolata alla Madonna di Fatima e nei locali del vecchio convento rimane l'oratorio.

### Altro
Nel territorio comunale, da segnalare la chiesetta della Madonna della Sanità, a 2 km a sud del capoluogo: vecchio romitorio con timpano romanico, e all'interno, al di sopra dell'altare, si trova una tela della scuola del Perugino. Molto interessante, soprattutto, il borgo-castello di Salci
che fu un ducato autonomo dei Bandini e dei Bonelli per 292 anni, fino all'Unità d'Italia.

#### Il borgo di Salci

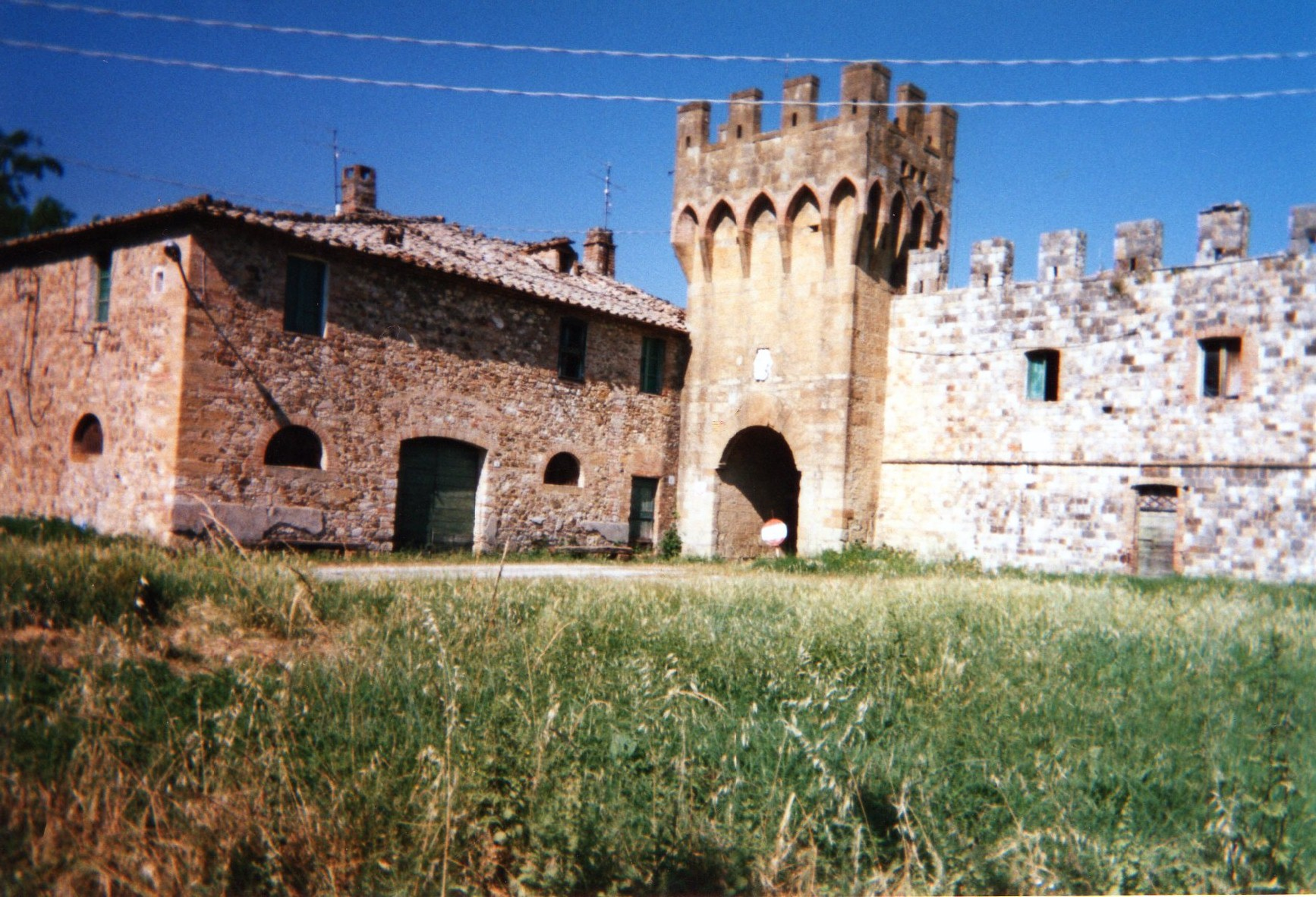
Il borgo di Salci con la porta di Orvieto

Le prime notizie di questo borgo, abbandonato, risalgono al 1243, anno scelto da Federico II per definire i confini dei possedimenti di Castel della Pieve. La strada per Salci fu realizzata solo nel 1834 (sotto il penultimo duca Pio Camillo I Bonelli) sulla traccia dell'antico percorso.
La posizione strategica del minuscolo territorio (0,03 km² circa) tra Città della Pieve ed Orvieto e di "cuscinetto" tra due più grandi Stati (Granducato di Toscana e Stato Pontificio) ne aveva fatto fin dal medioevo oggetto di aspre contese.
Il borgo appartenne per molto tempo ai Bandini di Castel della Pieve (dove si ammira ancora il loro palazzo), discendenti dal condottiero Vanni.
Nel 1568 Pio V elevò la signoria al rango di ducato concedendolo a Lucrezia Bandini, unica figlia di Bandino III e di Giulia Cesarini.
La scomparsa nel 1570 della duchessa portò il piccolo feudo pontificio ai piemontesi Bonelli (Michele e il fratello Cardinale Alessandrino), congiunti di papa Pio V che ne furono titolari fino al 1860.
Nel 1886 il borgo fu venduto a Vittoria di Mirafiori, figlia di Vittorio Emanuele II di Savoia e di Rosa Vercellana che fece edificare nei dintorni un castello neogotico. Successivamente il borgo fu incamerato dal comune di Città della Pieve.

## Società

### Evoluzione demografica
Abitanti censiti

### Etnie e minoranze straniere
Secondo i dati ISTAT al 31 dicembre 2010 la popolazione straniera residente era di 859 persone. Le nazionalità maggiormente rappresentate in base alla loro percentuale sul totale della popolazione residente erano:
Romania 214 2,73%
Albania 200 2,55%

## Infrastrutture e trasporti

### Strade
Città della Pieve è attraversata dalla strada statale 71 Umbro Casentinese Romagnola, che ivi, al km 74+200, si congiunge con la strada statale 220 Pievaiola. Inoltre a fianco della frazione pievese di Ponticelli si trova l'autostrada A1 Milano-Napoli.

### Ferrovie
Il comune era servito dalla stazione di Città della Pieve, dal 2017 declassata a posto di movimento.

## Cultura

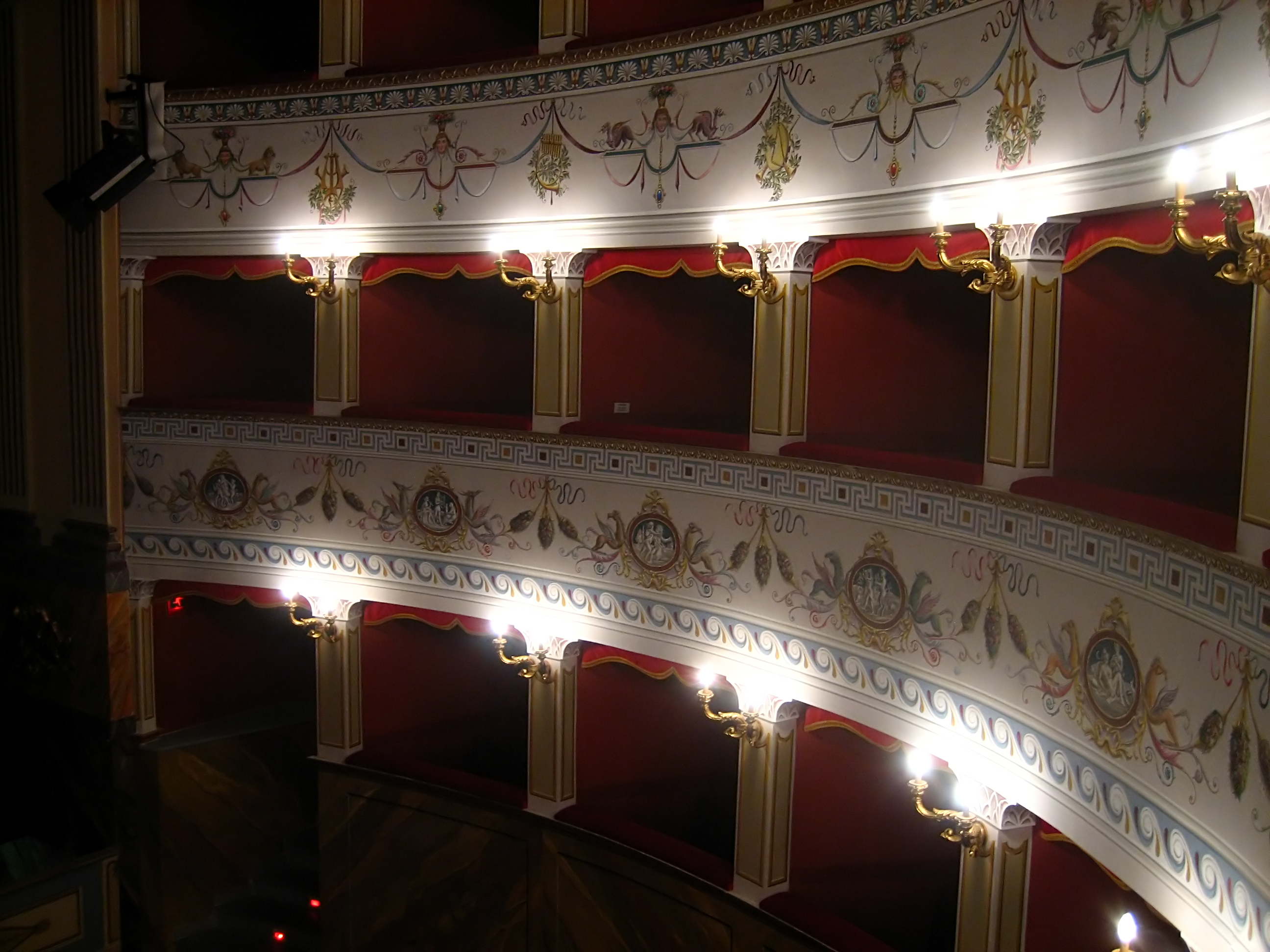
Teatro degli Avvaloranti

Non vi sono più succursali dell'Università di Perugia, ma vi è l'Università della Terza Età (oggi Libera Università di Città della Pieve)

### Media

#### Televisione
A Città della Pieve sono stati girati gli episodi delle prime sei stagioni della serie TV Carabinieri. Il set è stato l'antico Seminario Diocesano oggi riconvertito e sede dell'Istituto Professionale di stato Italo
Calvino di Città della Pieve in via Santa Maria Maddalena 34 - e il bar Matucci in Piazza Matteotti.

### Cinema
Nella campagna pievese e nella piazza antistante Palazzo della Corgna i fratelli Paolo e Vittorio Taviani girarono le scene iniziali del film San Michele aveva un gallo.

### Arte

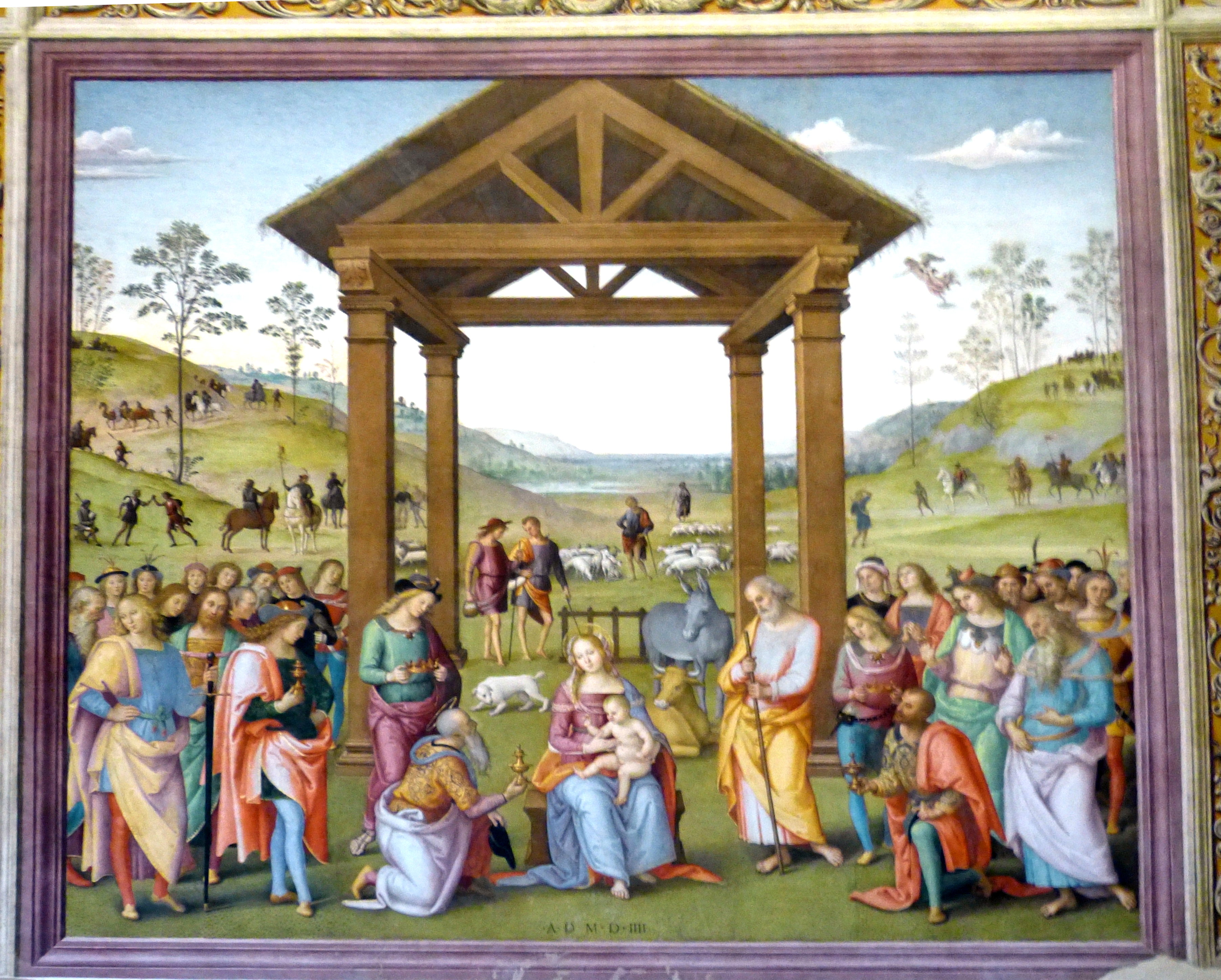
Oratorio dei Bianchi: Adorazione dei Magi (1504), Pietro Perugino.

#### Opere del Perugino a Città della Pieve
- Adorazione dei Magi (1504) nell'Oratorio di Santa Maria dei Bianchi
- Battesimo di Cristo e Madonna in Gloria e Santi nella cattedrale
- Deposizione della Croce nella chiesa di Santa Maria dei Servi
- Sant'Antonio Abate tra i santi Marcello e Paolo Eremita nella chiesa di San Pietro

### Eventi
Dal 1973, si svolge in agosto il Palio dei terzieri, una rievocazione storica di 12 giorni che culmina con la "caccia al toro", una gara di tiro con l'arco tra i terzieri "Borgo dentro", " Casalino" e "Castello", in cui tre arcieri per ogni squadra cercheranno di colpire una sagoma roteante.

## Economia

### Artigianato
Tra le attività economiche più tradizionali, diffuse e attive vi sono quelle artigianali, come la rinomata lavorazione del ferro battuto, finalizzata alla produzione di lampadari, lanterne, attrezzi domestici ed oggetti raffiguranti animali.

## Amministrazione
| Periodo         | Periodo        | Primo cittadino         | Partito                                                       | Carica  | Note   |
| --------------- | -------------- | ----------------------- | ------------------------------------------------------------- | ------- | ------ |
| 27 Ottobre 1946 | 1952           | Giacomo Antonio Cecconi | PCI - PSI                                                     | Sindaco |        |
| 25 Maggio 1952  | 1956           | Giacomo Antonio Cecconi | PCI - PSI                                                     | Sindaco |        |
| 27 Maggio 1956  | 1960           | Solismo Sacco           | PCI - PSI                                                     | Sindaco |        |
| 6 Novembre 1960 | 23 Maggio 1962 | Paolo Giometti          | PCI - PSI                                                     | Sindaco |        |
| 1962            | 1970           | Gino Bombagli           | PCI - PSI                                                     | Sindaco |        |
| 1970            | 1975           | Marino Serafini         | Partito Comunista Italiano                                    | Sindaco |        |
| 15 Giugno 1975  | 1980           | Marino Serafini         | Partito Comunista Italiano                                    | Sindaco |        |
| 23 giugno 1980  | 30 giugno 1990 | Danilo Fonti            | Partito Comunista Italiano                                    | Sindaco | [ 22 ] |
| 4 luglio 1990   | 23 aprile 1995 | Palmiro Giovagnola      | Partito Comunista Italiano Partito Democratico della Sinistra | Sindaco | [ 22 ] |
| 24 aprile 1995  | 13 giugno 1999 | Palmiro Giovagnola      | Centro-sinistra                                               | Sindaco | [ 22 ] |
| 14 giugno 1999  | 13 giugno 2004 | Claudio Fallarino       | Centro-sinistra                                               | Sindaco | [ 22 ] |
| 15 giugno 2004  | 7 giugno 2009  | Claudio Fallarino       | Centro-sinistra                                               | Sindaco | [ 22 ] |
| 8 giugno 2009   | 25 maggio 2014 | Riccardo Manganello     | Centro-sinistra                                               | Sindaco | [ 22 ] |
| 26 maggio 2014  | 26 maggio 2019 | Fausto Scricciolo       | Partito Democratico                                           | Sindaco | [ 22 ] |
| 27 maggio 2019  | 9 giugno 2024  | Fausto Risini           | LiberaMente                                                   | Sindaco | [ 22 ] |
| 10 giugno 2024  | in carica      | Fausto Risini           | LiberaMente                                                   | Sindaco | [ 22 ] |

### Gemellaggi
- Denzlingen
- Saint-Cyr-sur-Mer